# アンドラーデ (プロレスラー)
アンドラーデ（Andrade、1989年11月3日 - ）は、メキシコのプロレスラー。ドゥランゴ州ゴメスパラシオ出身。WWE所属。
旧リングネームにラ・ソンブラ（La Sombra）などがある。本名はマヌエル・アルフォンソ・アンドラーデ・オロペサ（Manuel Alfonso Andrade Oropeza）。祖父はエル・モロ、父にブリランテ。

## 来歴

### キャリア初期
2003年10月3日、地元であるドゥランゴ州ゴメスパラシオでブリランテ・ジュニア（Brillante Jr.）のリングネームでプロレスラーデビューを果たす。デビュー後、ドゥランゴ州ゴメスパラシオを拠点とするAOL（Lucha libre Arena Olimpico Laguna）を主戦場にして活動。
2005年9月8日、エル・エスペシアルと組んでエル・フエゴ & オソ・ネグロと対戦して勝利。12月29日、エル・イホ・デル・ソベラノと組んでスペル・レオパルド & スペル・スターと対戦して勝利。
2006年2月4日、ドクトル・ワグナー・ジュニアが主宰するPromociones Wagnerに参戦。エル・イホ・デル・ソベラノ & エル・ソベラノ・ジュニアと組んでエル・グリンゴ・ロコ & ミステリオッソ2号 & 岡田和睦と対戦して勝利。8月17日、AOLにてJWAミドル級王座を保持するトニー・ロドリゲスに挑戦するが敗戦。同年にはレイ・アステカ（Rey Azteca）、12月にはゲレーロ・アステカ（Guerrero Azteca）としても活動。

### CMLL
2007年、CMLLと契約を交わし入団。ラ・ソンブラ（La Sombra）を名乗る。8月13日、エル・サグラド & ボラドール・ジュニアと組んでダミアン666 & ハロウィン & ミステル・アギラを破り、メキシコナショナルトリオ王座に戴冠。11月27日、大原はじめを破り、NWA世界ウェルター級王座を奪取。
2008年9月2日、1Dayタッグトーナメントであるトルネオ・デ・パレージャスにてブルー・パンテル & マルコ・コルレオーネと組んで出場。優勝を飾る。10月12日、トーナメントであるエル・トルネオ・コロナにメタリックと出場。同月26日、決勝にてロス・ゲレーロス・デル・アトランティーダ（オリンピコ & ウルティモ・ゲレーロ）と対戦するが引き分けとなる。11月2日、ロス・ゲレーロス・デル・アトランティーダと再戦を行い勝利。優勝を飾る。
2009年1月16日、ボラドール・ジュニアと組んでアベルノ & メフィストを破り、CMLL世界タッグ王座を奪取。
2010年5月21日、ラ・マスカラ & マスカラ・ドラダと組んでラ・フィエブレ・アマリージャ（棚橋弘至 & タイチ & OKUMURA）を破り、CMLL世界トリオ王座に戴冠。6月、新日本プロレスに初参戦を果たす。BEST OF THE SUPER Jrに初出場し、Aブロックにエントリー。3勝4敗、勝ち点6という結果に終わる。7月、無差別級トーナメントであるカンペオン・ウニベルサルに出場。8月13日、決勝にて獣神サンダー・ライガーと対戦。終盤にライガーからマスクを剥がされると手で顔を隠し無防備となったところへスモール・パッケージ・ホールドを決められ敗戦。9月27日、CMLL世界ミドル級王座を保持する獣神サンダー・ライガーに挑戦。最後に初公開となる旋回式ライガーボムを決められ敗戦。10月、新日本プロレスのSUPER J TAG LEAGUEに出場。マスカラ・ドラダと組んでAブロックにエントリー。2勝2敗、勝ち点4という結果に終わる。
2011年1月4日、新日本プロレスのレッスルキングダムVに出場。マスカラ・ドラダと組んでエクトール・ガルサ & 獣神サンダー・ライガーと対戦。終盤にライガーと攻防となり、ケブラドーラからヴァリオスプラッシュと繋げ、最後にトルニージョを決めて勝利。同月22日、日本で行われた新日本プロレス & CMLLの共催のイベントであるFantastica Mania 2011に参戦。CMLL世界ミドル級王座を保持する獣神サンダー・ライガーに挑戦。最後にコーナー最上段からダイビングボディプレスの連発から最後は垂直落下式ブレーンバスターを決められ敗戦。3月13日、NWA世界ウェルター級王座を保持するメフィストに挑戦。最後にドラゴン・ラナを決めて勝利。ベルトを奪取。4月24日、LLA（Lucha Libre Azteca）にてLLAアステカ王座を保持するアトランティス、ボラドール・ジュニアと3wayマッチによる王座戦を行い勝利。ベルトを奪取。8月、新日本プロレスのG1 CLIMAXに初出場。Bブロックにエントリー。2勝6敗、勝ち点4という結果に終わる。9月、カンペオン・ウニベルサルに出場。同月16日、決勝にてアベルノと対戦。勝利して優勝を飾った。
2012年1月22日、日本で行われた新日本プロレス & CMLLの共催のイベントであるFantastica Mania 2012に参戦。ボラドール・ジュニアとNWA世界ヒストリックミドル級王座戦を行い、最後にセカンドロープからムーンサルト・ムーンサルトを決めて勝利。王座を防衛。4月、NEW JAPAN CUPに初出場。同月5日、準決勝で後藤洋央紀と対戦。最後に昇天・改を決められ敗戦。11月、2世レスラーによるトーナメントであるラ・コパ・ジュニアに出場。12月14日、決勝にてタマ・トンガと対戦。最後にセントーンを決めて勝利。優勝を飾った。
2013年1月、日本で行われた新日本プロレス & CMLLの共催のイベントであるFantastica Mania 2013に参戦。同月19日、中邑真輔が保持するIWGPインターコンチネンタル王座に挑戦。最後にボマイェを決められ敗戦。同月20日、NWA世界ヒストリックミドル級王座を保持するドラゴン・ロホ・ジュニアに挑戦。パワーボムを中心に試合を組み立てるドラゴン・ロホ・ジュニアに対しフォール技を敢行。最後にスクールボーイで何度もフォールを奪い最後にバックドロップを決めて勝利。ベルトを奪取。2月、レイエス・デル・アイレに出場。同月15日、決勝にてボラドール・ジュニアと対戦。レフェリーのカウントの遅さにより業を煮やす両者であったが終盤に憤怒したボラドール・ジュニアによりマスクを剥がされるがボラドール・ジュニアがレフェリーを言い寄っている隙を突いて丸め込み勝利。優勝を飾った。5月31日、CMLLに参戦していた中邑真輔と再びIWGPインターコンチネンタル王座戦を行う。一進一退の攻防が続く中で最後にスクールボーイスープレックスを決めて勝利。ベルトを奪取。第5代王者に輝いた。7月、新日本プロレスのKIZUNA ROAD 2013に参戦。同月20日、中邑真輔とIWGPインターコンチネンタル王座戦を行う。終盤にブリランテドライバーを決めるカウント3を奪えず、スワンダイブボディアタックで追撃を試みるが ジャンピングニーで迎撃されるとジャンピングボマイェ、ボマイェと連続で決められ敗戦。ベルトを奪還された。9月13日、CMLL創立記念興行80. Aniversarioにてボラドール・ジュニアとマスカラ・コントラ・マスカラを行う。お互いに死力を尽くし、最後にムーンサルトプレスでの決着を予告するもコーナー最上段へ登ったところを頭部にハイキックを受けるが持ち堪えてボラドール・ジュニアを捕まえると雪崩式ファルコンアローを決めて勝利。試合後、マスクを取る事に躊躇っていたボラドール・ジュニアであったが決意するとマイクで自身との試合を健闘できたと述べるとマスクを取り、抱擁を交わした。
2014年1月、日本で行われた新日本プロレス & CMLLの共催のイベントであるFantastica Mania 2014に参戦。同月19日、ウルティモ・ゲレーロと対戦。終盤にコーナー最上段から場外へムーンサルトアタック、リングへ戻すとムーンサルトプレスを決めてムーンサルト・ムーンサルトを敢行するも両膝の剣山でブロックされるも素早く体勢を直してシャドードライバーを決めて勝利。4月25日、ルーシュ、ラ・マスカラとロス・インデセアブレス（Los Indeseables）なるユニットを結成。6月14日、NWA世界ヒストリックウェルター級王座を保持するボラドール・ジュニアと自身が保持するNWA世界ヒストリックミドル級王座を賭けたダブルタイトルマッチを行う。終盤にボラドール・スパイラルを喰らいフォールされるがラ・マスカラがレフェリーをリングから場外へ引きずり込むとルーシュがボラドール・ジュニアへルーシュ・ドライバーを決め、フォールを奪うとレフェリーは気付かずに3カウントを数え試合は終了。二冠王となった。7月26日、ユニット名をロス・インゴベルナブレス（Los Ingobernables）へと改名。11月、新日本プロレスのWORLD TAG LEAGUEに内藤哲也と組んで出場。Aブロックにエントリー。4勝3敗、勝ち点8という結果に終わった。
2015年1月、日本で行われた新日本プロレス & CMLLの共催のイベントであるFantastica Mania 2015に参戦。同月19日、マスカラ・ドラダと対戦。終盤にドラダのファイヤーバード・スプラッシュを避けるとシャドードライバーを決めて勝利。9月18日、CMLL創立記念興行82. Aniversarioのメインイベントに登場。アトランティスとマスカラ・コントラ・マスカラルールの三本勝負で対戦。1本目は自身のセコンドに付いていたルーシュがレフェリーの足を引っ張りカウントを妨害したため、反則負けを喫する。続く2本目ではシャドードライバーでアトランティスからピンフォール勝ちを収め勝敗を五分に戻し、試合は3本目に突入となるが、最後はアトランティーダでギブアップを奪われ敗戦した。試合後、ソンブラの父親であるブリランテの手によってマスクを剥がされ素顔を晒すと、アトランティスと握手を交わし互いの健闘を讃えあった。10月31日、NWA世界ヒストリックウェルター級王座を保持するボラドール・ジュニアに挑戦。試合に乱入しようとしたルーシュとラ・マスカラを制止してクリーンファイトを行うが敗戦。試合後、再びボラドール・ジュニアを襲撃しようとするルーシュを再度止めて険悪な空気に陥る。11月13日、険悪な仲となっていたルーシュと一騎討ちを行う。お互い白のコスチュームを身に纏って対戦。迷いのあるような攻防を繰り広げ、試合の進行も落ち着かない展開であったが最後にルーシュドライバーを決められ敗戦。試合後、マイクでお互いを讃え合いロス・インゴベルナブレスのタオルを広げ持ちユニットは健在である事をアピールした。

### WWE

#### NXT
2015年11月19日、アメリカのメジャー団体であるWWEと契約を交わし入団した事を発表。育成施設であるWWEパフォーマンスセンターにてCMLLで同僚であったサラ・ストックより英語を学びながらマイクアピールなどパフォーマンスの特訓に励む。
2016年1月8日、傘下団体であるNXTのNXT Liveにてマニー・アンドラーデ（Manny Andrade）のリングネームでデビュー。素顔の姿でリディック・モスと対戦。最後にモスの顔面へランニングニーを決めて勝利を飾った。
5月19日、リングネームをアンドラーデ "シエン" アルマス（Andrade "Cien" Almas）へと変更。6月8日、NXT Takeover The Endにてタイ・デリンジャーを相手にNXTデビュー。序盤よりロープを使って寝転び余裕を見せるがバックブリーカーを喰らう失態を見せる。しかし、ムーンサルト・ムーンサルトを決めて観客を味方につけると試合を優勢に進め、最後にランニング・ダブルニーを決めて勝利した。
2017年11月18日、Takeover: War Gamesにてマネージャーであるゼリーナ・ベガをセコンドに従え、NXT王座を保持するドリュー・マッキンタイアに挑戦。序盤よりマッキンタイアのフューチャーショック、自身のランニング・ダブルニー、ハンマーロックDDTと得意技を決めて激しい攻防を展開。終盤にマッキンタイアからクレイモアを喰らい窮地に陥るが、ランニング・ビックブートを避けてロープに誤爆させる。そしてコーナートップに登ろうとしたマッキンタイアの首を捕えるとエレベイテッドDDTを決めて勝利。ベルトを奪取した。
2018年1月28日、WWE・Royal Rumble 2018に出場。ロイヤルランブルマッチにて7番手で登場。コフィ・キングストンにハンマーロックDDTを決めて落脱させる見せ場があったものの、24番手として入場したばかりのランディ・オートンにRKOを喰らい脱落した。

#### WWE
2018年4月17日、WWE・SmackDown Liveにてスーパースター・シェイクアップが行われ、ゼリーナと共に昇格を果たす。5月15日、SmackDown Liveにてゼリーナをセコンドに率いてWWEデビュー戦を行う。ジェイク・コンスタンティノと対戦。試合開始直後より圧倒。ランニング・ダブルニーからハンマーロックDDTへと繋げて勝利を飾った。
2019年1月15日、SmackDown Liveでリングネームをアンドラーデ（Andrade）にマイナーチェンジ。
2021年3月22日、WWEから契約解除が発表される。

### AEW
6月4日放送、AEWの「AEWダイナマイト」にヴィッキー・ゲレロの紹介という形でリングに登場した。

### WWE
2024年4月、レッスルマニア40ではレイ・ミステリオと組み、ドミニク・ミステリオ&サントス・エスコバー組に勝利した。
2024年11月、クラウン・ジュエルでLAナイトのUS王座に3way形式で挑戦するも、喫王座戴冠を逃した。

## その他
- CMLL時代に使用したリングネームであるソンブラ（Sombra）は日本語で影の意である。
- 2022年5月、シャーロット・フレアーと結婚した[54]が、2024年10月に離婚した[55]。

## 得意技

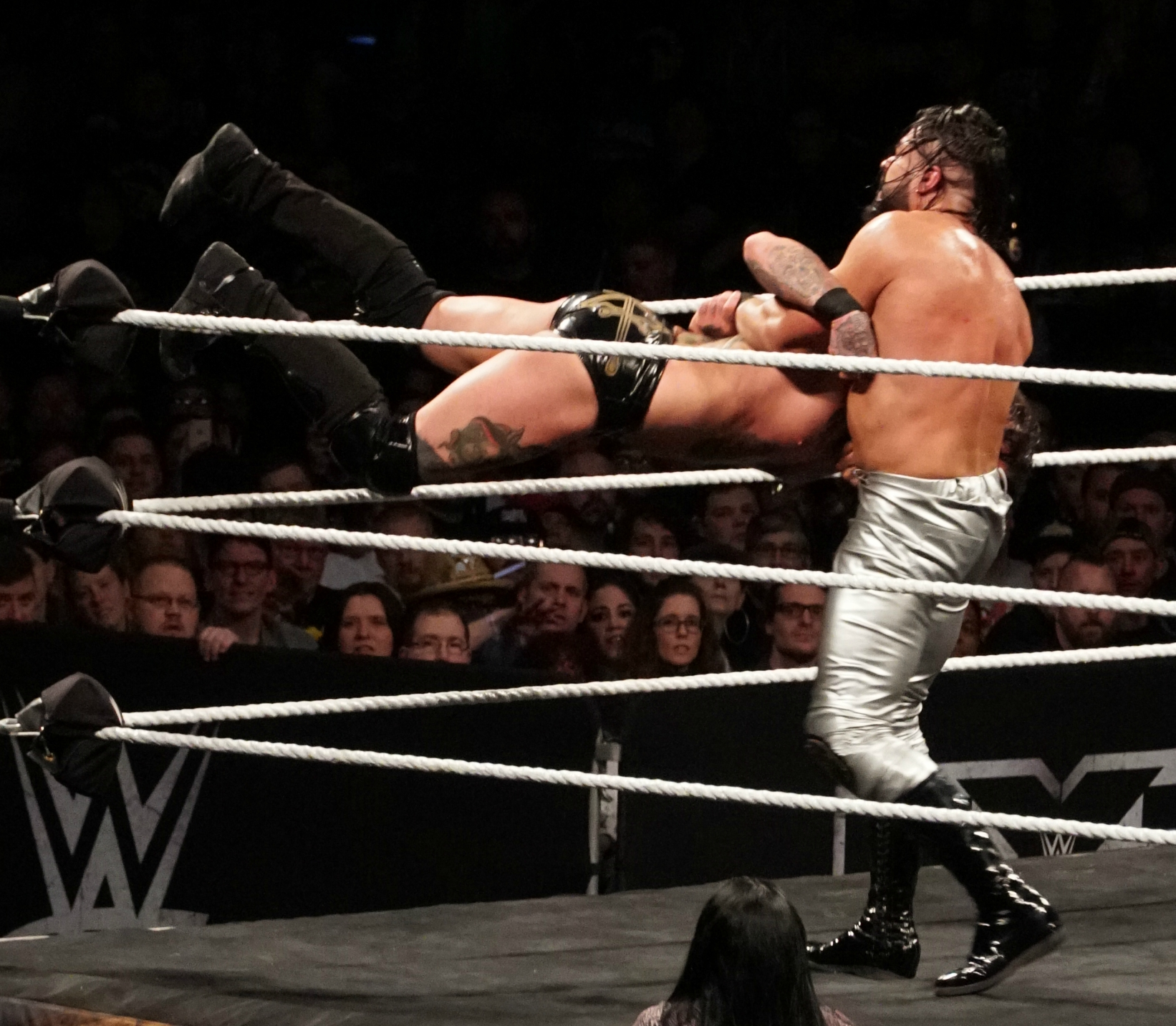
雪崩式ハンマーロックDDT

### フィニッシュ・ホールド
ザ・メッセージ
リバースフルネルソンからのスイング・ネックブリーカー。
ハンマーロックDDT
WWE・NXT所属時代でのフィニッシャー。AEWではエル・イドロの名称で使用。
相手の頭を自身の右脇下に挟んだ状態で抱え込み、自身の左腕で相手の右腕をハーフネルソンの形で相手の左腕をハンマーロックの形でクラッチ、自身の右足を相手の左足に掛けてDDTを放つハンマーロック式DDT。
相手を前屈の状態で、自身の左腕で相手の右腕をハンマーロックでクラッチ、そして右脇で相手の頭部を抱え込みDDTを決めるバリエーション豊富。
タイトル戦又は大一番の時に出す雪崩式ハンマーロックDDTを使用する。
バック・エルボー
ローリング式バック・エルボー。
相手をビック・ブーツのモーションでフェイントをしてから相手が油断したすきに、相手の顔面にローリング・バック・エルボーを打ち込む。
ランニング・ダブル・ニー
相手をコーナーポストに座らせた状態にさせ、対角線上のコーナーから助走をつけて飛び、両膝を突き出して決める。
ソンブラ・ドライバー
スクールボーイスープレックス。ラ・ソンブラ時代のフィニッシャー。スクールボーイの体勢で相手を捕らえ、そのまま丸め込まずに相手の右腿をクラッチし、強引に持ち上げて背面からマットに叩き付けフォールを奪うスープレックス。
旧名は、ブリランテドライバー、新日本プロレス参戦時はシャドードライバーという技名で使用。
飯伏幸太のスクールボーイ・スープレックスと同型技。
リバース・ダブル・アームバー
羽根折り腋固め。
うつ伏せに倒れている相手の片腕を自分の両足で挟みつつ、もう片腕を両腕で引き上げて極める複合関節技で、獣神サンダー・ライガーがかつて使用していた鬼殺しと同型技。
ハンマーロック・リバースSTO
正面から相手の左手をハンマーロックで固めながら左手でクラッチし、右手を首元に回して勢いよく後方へ倒れ込み、顔面からマットに叩きつける変形リバースSTO。

### 打撃技
エルボー
エルボー・スマッシュ
エルボー・スタンプ
チョップ・スマッシュ
正面から相手の胸板に上から下へ片腕を振り下ろすようにチョップを打ち込む。
バック・ハンド・チョップ
ドロップキック
延髄斬り
クローズライン
ビッグ・ブーツ
ショルダー・ブロック

### 投げ技
スナップ・スープレックス
スーパープレックス
DDT
パワーボム
ジャーマン・スープレックス
ベリー・トゥー・バック・スープレックス
抱え上げ式バックドロップ。

### 飛び技
ムーンサルト・アタック
コーナートップに直立し、場外にいる相手に向かって放っていく型を主に使用。
ムーンサルト・ムーンサルト
オリジナルの飯伏幸太とは違い、セカンドロープから放つことが多い。
ラ・ケブラーダ
トップロープに飛び乗り、場外にいる相手に向かって前転しながら後方へと飛んでいく前転式ラ・ケブラーダという荒技が存在する。
アラビアン・プレス
トップコーナー上で直立しながら尻餅をつき、トップロープのバウンドを生かしたムーンサルトプレス。後方へ回転する途中で錐もみ回転を加えて、セントーンのように相手の体に浴びせていく型も使用する。
ハリウッド・スター・プレス
コーナートップからのリバウンド・ムーンサルト・プレス。
ムーンサルトプレス
ハリケーン・ラナ
試合を展開する上で頻繁に使用。この技で相手を場外へ追いやり、前述のムーンサルトアタックに移行する。
フランケンシュタイナー
スーパー・フランケンシュタイナー

### フォール技
ソラリーナ
変形首固め。

## タイトル歴

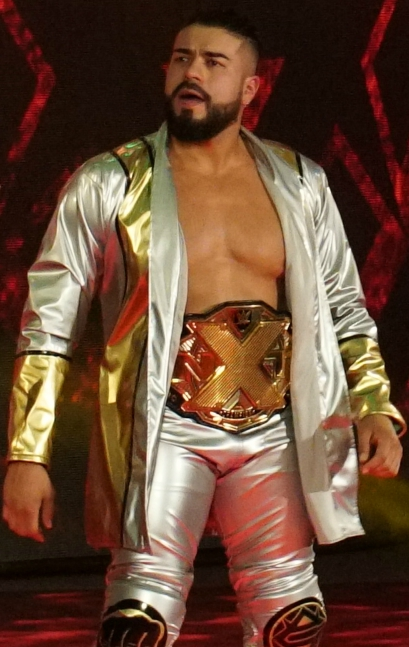
NXT王座

WWE
- WWE US王座 : 1回
- NXT王座 : 1回

CMLL
- CMLL世界タッグ王座 : 1回

第29代 :  w / ボラドール・ジュニア
- CMLL世界トリオ王座 : 1回

第22代 : w / マスカラ・ドラダ & ラ・マスカラ
- メキシカンナショナルトリオ王座 : 1回

第27代 : w / エル・サグラド & ボラドール・ジュニア
- NWA世界ウェルター級王座 : 1回（第55代）
- NWA世界ヒストリックミドル級王座 : 1回（第6代）
- NWA世界ヒストリックウェルター級王座 : 1回（第2代）
- カンペオン・ウニベルサル : 2011年度優勝
- ラ・コパ・ジュニア : 2012年度優勝
- レイエス・デル・アイレス : 2013年度優勝
- トルネオ・グラン・アルタナティバ : 2007年度優勝

w / ミスティコ
LLA
- LLAアステカ王座 : 1回（第4代）

新日本プロレス
- IWGPインターコンチネンタル王座 : 1回（第5代）

## 入場テーマ曲
- Number 1 - Nelly
- Making a Difference - CFO$